# Carl Spannenberg
Carl Spannenberg (ur. 10 sierpnia 1968, zm. 11 listopada 2001) – południowoafrykański międzynarodowy sędzia rugby union. Sędziował w Super 12, krajowych rozgrywkach, a także w meczach reprezentacyjnych.
Sędziować zaczął w wieku dziewiętnastu lat, gdy z aktywnego grania wyeliminowała go kontuzja. Był jednym z pierwszych czterech zawodowych sędziów w RPA, obok André Watsona, Jonathana Kaplana i Tappe Henninga. Był także pierwszym kolorowym sędzią, który poprowadził testmecz.
Na poziomie klubowym sędziował mecze Super 12, Currie Cup, a także finał Vodacom Cup 2000. Na poziomie międzynarodowym prowadził natomiast zarówno oficjalne mecze międzypaństwowe, jak i inne mecze z udziałem reprezentacji narodowych, a także juniorskie rozgrywki mistrzowskie.
Prócz sędziowania był również odpowiedzialny za szkolenie i rozwój arbitrów w kraju, w szczególności w obszarze podlegającym franszyzie Stormers.
11 listopada 2001 roku wypadł z łodzi na jeziorze Zeekoevlei, ciało odnaleziono trzy dni później.